# Hydnum umbilicatum
Hydnum umbilicatum är en svampart som beskrevs av Peck 1902. Hydnum umbilicatum ingår i släktet mat-taggsvampar och familjen Hydnaceae.   Inga underarter finns listade i Catalogue of Life.

## Bildgalleri

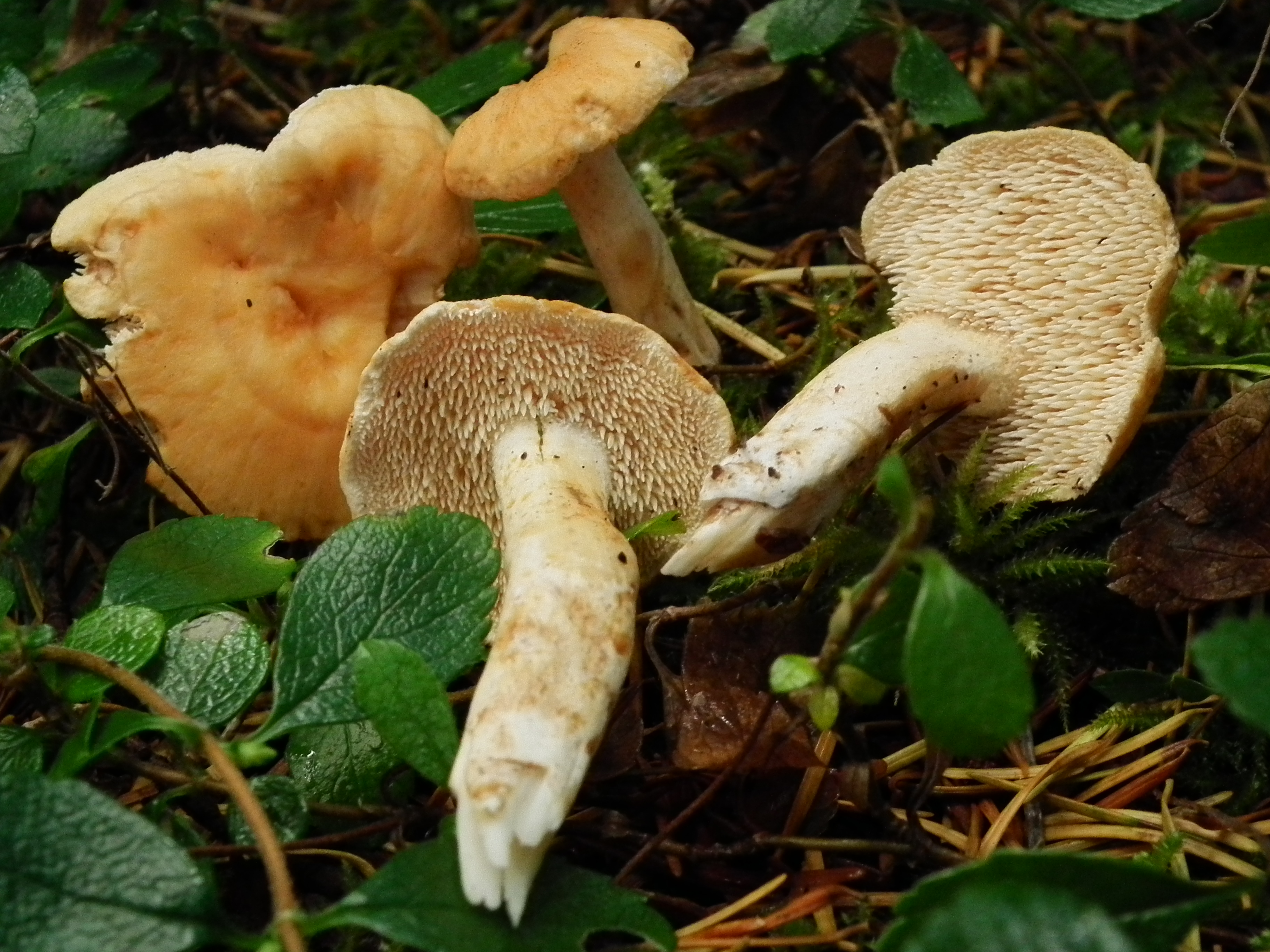